# Apeadeiro de Meia-Légua
O Apeadeiro de Meia-Légua, originalmente denominado de Meia Legua, foi uma interface da Linha do Algarve, que servia a zona de Meia-Légua, no concelho de Olhão, em Portugal.

## História

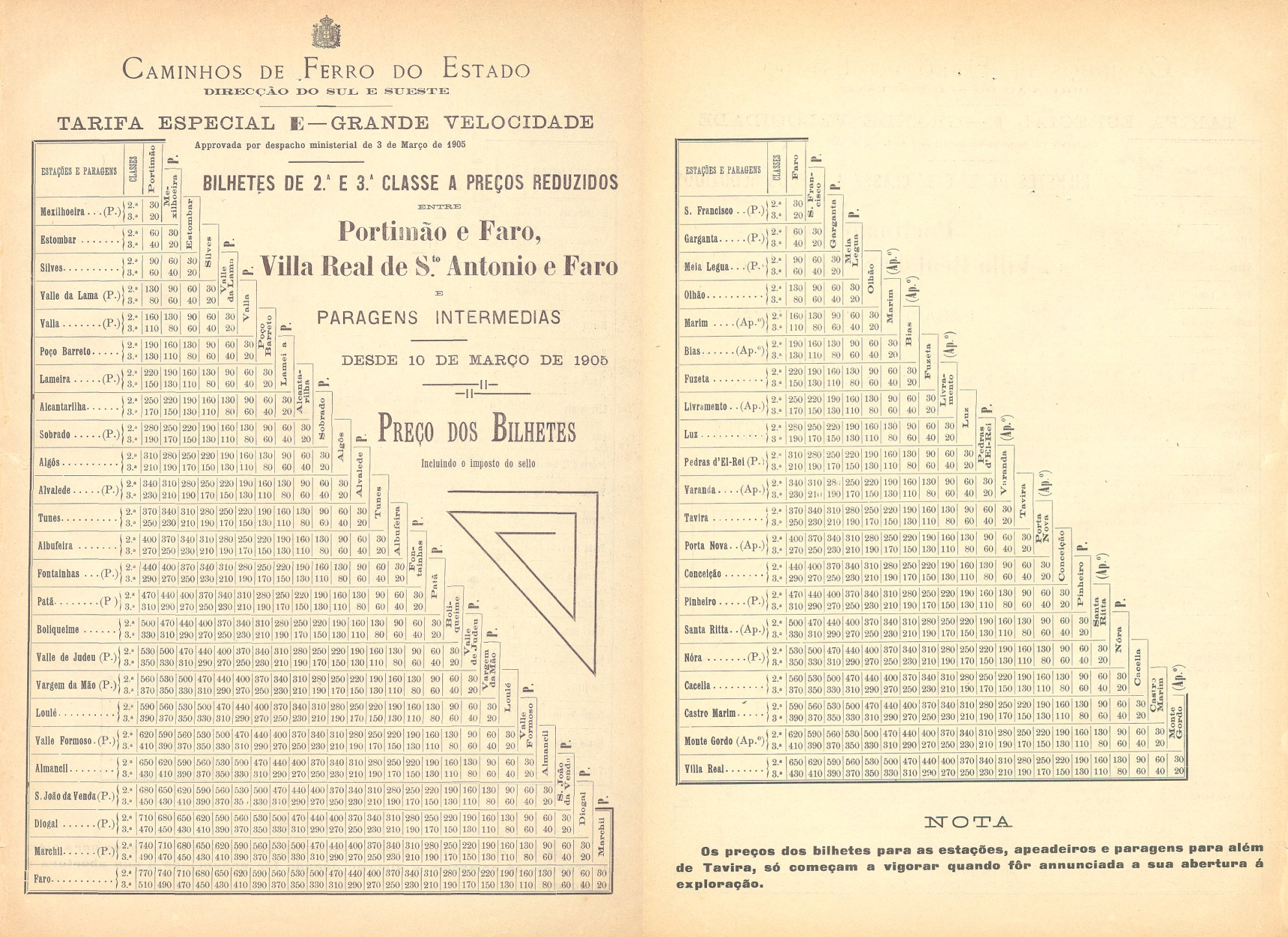
Aviso de 1905 dos Caminhos de Ferro do Estado, com os descontos na Linha do Algarve. Esta interface aparece com a categoria de paragem, e a denominação de Meia Legua.

Este apeadeiro encontrava-se no lanço da Linha do Algarve entre Faro e Olhão, que entrou ao serviço em 1 de Maio de 1904.